# 中村純雄
中村 純雄（なかむら すみお、1916年1月6日 - 1992年7月24日）は、日本の政治家。岡山県児島市（現・倉敷市）長。

## 来歴
岡山県浅口郡船穂村（のち船穂町、現・倉敷市）の佐野家に生まれる。幼少期に児島郡赤崎村（のち赤崎町、現・倉敷市）の中村家に入る。1933年、旧制天城中学校（現・岡山県立倉敷天城中学校・高等学校）卒。卒業後は赤崎村役場に入り、書記となる。1941年に赤崎町は味野町に編入され、味野町収入役となる。1947年、味野町長となり、翌年、味野町は児島町などと合併し、児島市が発足する。これにより助役に就任する。1956年、児島市長選挙に立候補し、現職の中塚元太郎を破り、当選する。市長を1期務め、1960年の市長選挙で元職の中塚に敗れた。1967年に岡山県議会議員（自由民主党）となり、3期務める。このほか児島市消防長、児島観光協会会長などを歴任した。その後、紫綬褒章や勲四等瑞宝章を受章、没後に従五位に叙せられた。